# 安村
安村（やすむら）は、広島県安佐郡にあった村。現在の広島市安佐南区の一部にあたる。

## 地理
村の中央を安川が東へ貫流していた。

## 歴史
- 1889年（明治22年）4月1日、町村制の施行により、沼田郡大町村、中須村、相田村、上安村、高取村、長楽寺村が合併して村制施行し、安村が発足[1][2]。旧村名を継承した大町、中須、相田、上安、高取、長楽寺の6大字を編成[2]。
- 1898年（明治31年）10月1日、郡の統合により安佐郡に所属[1][2]。
- 1930年（昭和5年）安郵便取扱所開設[2]。
- 1955年（昭和30年）7月1日、安佐郡古市町と合併し、安古市町を新設して廃止された[1][2]。

### 地名の由来
古くに安ノ庄の一部であったとの伝承があるため。

## 産業
- 農業、養蚕、畳表、藁製品[2]